# Виноградов, Алексей Дмитриевич
Алексей Дмитриевич Виноградов (30 марта 1919 — 23 июля 1944) — участник советско-финской и Великой Отечественной войны, гвардии лейтенант Рабоче-крестьянской Красной Армии. Герой Советского Союза (1944).

## Биография
Алексей Виноградов родился 30 марта 1919 года в деревне Брусна (ныне — Одоевский район Тульской области) в семье крестьянина. Русский. В детстве вместе с родителями переехал в Одоев. В 1934 году он окончил 7 классов Одоевской средней школы, в 1938 году — Тульский индустриально-механический техникум по специальности технолога по холодной обработке металлов и работал технологом на Тульском оружейном заводе. Одновременно с работой учился в Тульском аэроклубе, который окончил в 1939 году. В том же году был призван на службу в Рабоче-крестьянскую Красную Армию Тульским городским военным комиссариатом. Проходил службу в морской авиации, принимал участие в советско-финской войне. Был направлен на учёбу в военно-авиационную школу лётчиков, но в 1941 году Виноградов был переведён в Пушкинское танковое училище, которое окончил в 1942 году.
С 10 мая 1944 года — на фронтах Великой Отечественной войны. Принимал участие в боях на 1-м Белорусском фронте, в звании гвардии лейтенанта командовал танковым взводом 1-го танкового батальона 60-й гвардейской танковой бригады 8-го гвардейского танкового корпуса 2-й танковой армии. Отличился во время освобождения Люблинского воеводства Польши и Люблина. 22 июля 1944 года взвод Виноградова уничтожил около 20 вражеских огневых точек. 23 июля танк Виноградова первым в своём подразделении ворвался в Люблин и принял активное участие в уличных боях. Когда его танк был подбит и загорелся, Виноградов не покинул его, продолжая сражаться, пока не погиб. Похоронен в Люблине.
Указом Президиума Верховного Совета СССР от 26 сентября 1944 года за «мужество и героизм, проявленные в Люблин-Брестской операции и освобождении Люблина» гвардии лейтенант Алексей Виноградов посмертно был удостоен высокого звания Героя Советского Союза. Также был награждён орденом Ленина.

## Награды и звания
- Герой Советского Союза (26.9.1944).
- Орден Ленина
- Медаль "Золотая Звезда"

## Память
- В честь Виноградова названы улица и школа № 1 в посёлке Одоеве[1]. На здании школы установлена мемориальная доска.
- На Аллее Славы в Одоеве установлена мемориальная плита в честь А. Д. Виноградова.
- Имя А. Д. Виноградова выгравировано на памятнике Героям Советского Союза – тулякам в городе Тула.

- В Марьина Горка (Беларусь). Мемориал в честь 8-й Гвардейской Краснознаменной танковой дивизии. Один из памятных знаков посвящён Герою.

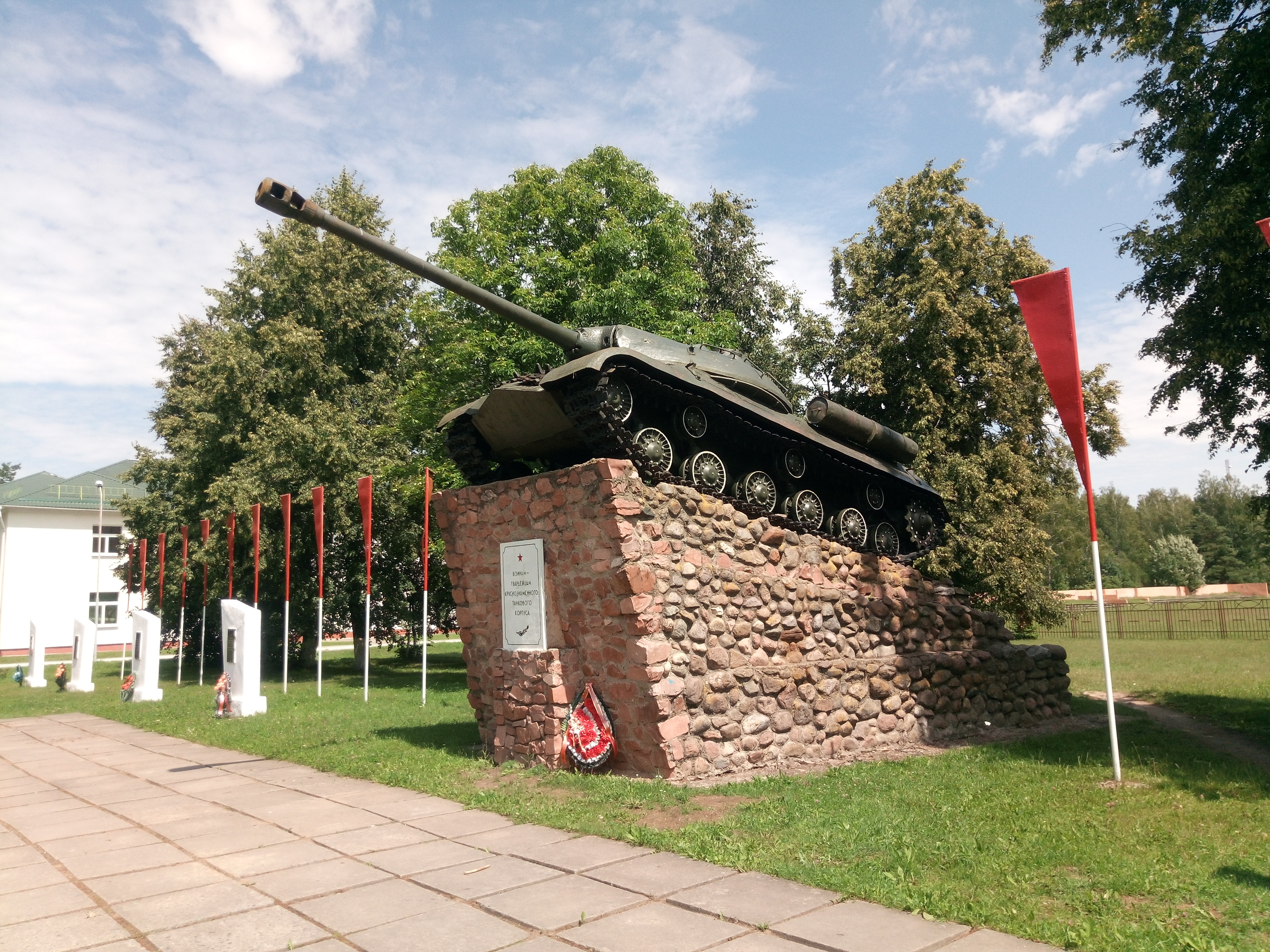
Марьина Горка. Памятник воинам-гвардейцам Краснознамённого танкового корпуса.
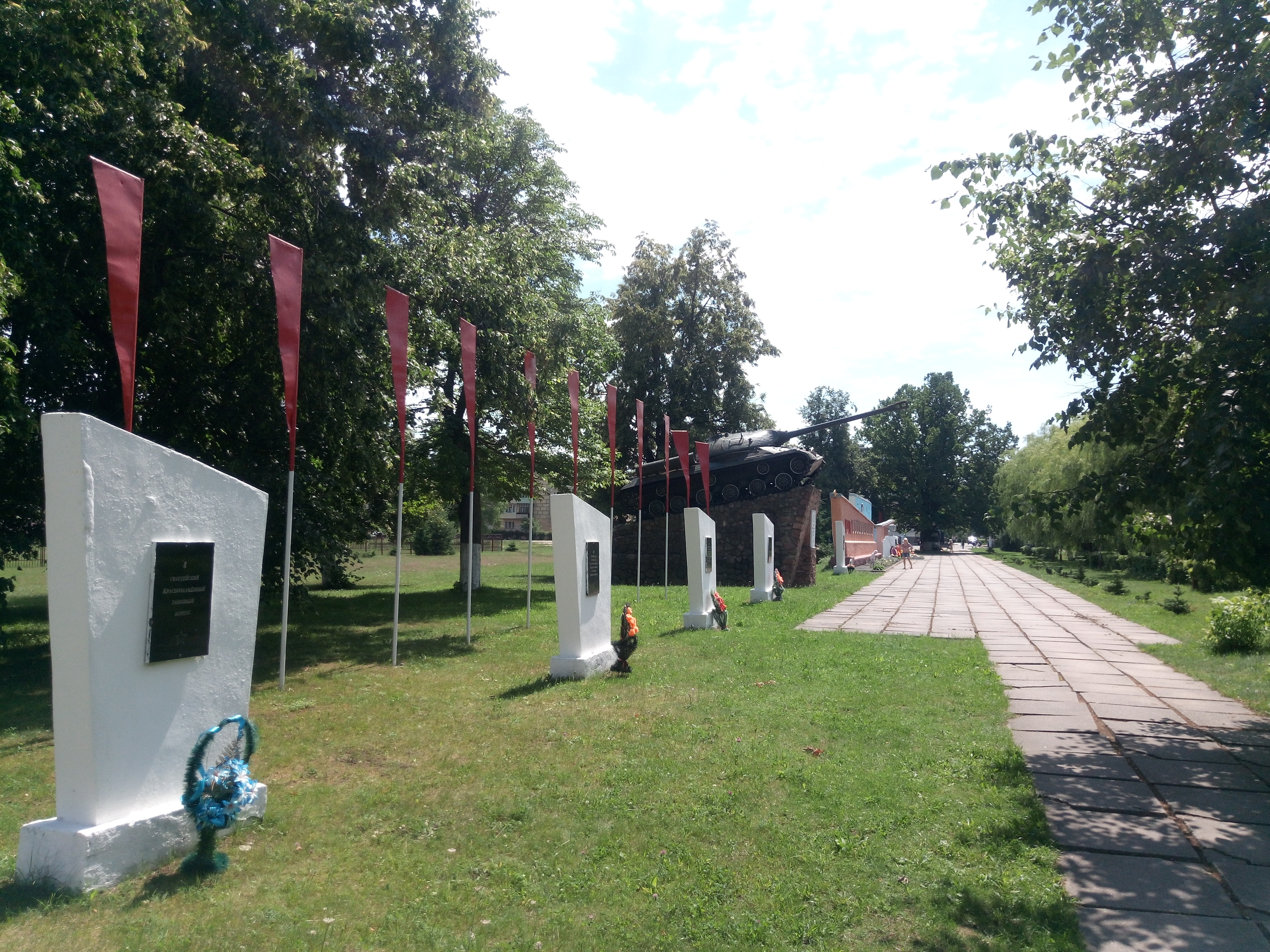
Марьина Горка. Мемориал 8-й танковой дивизии.
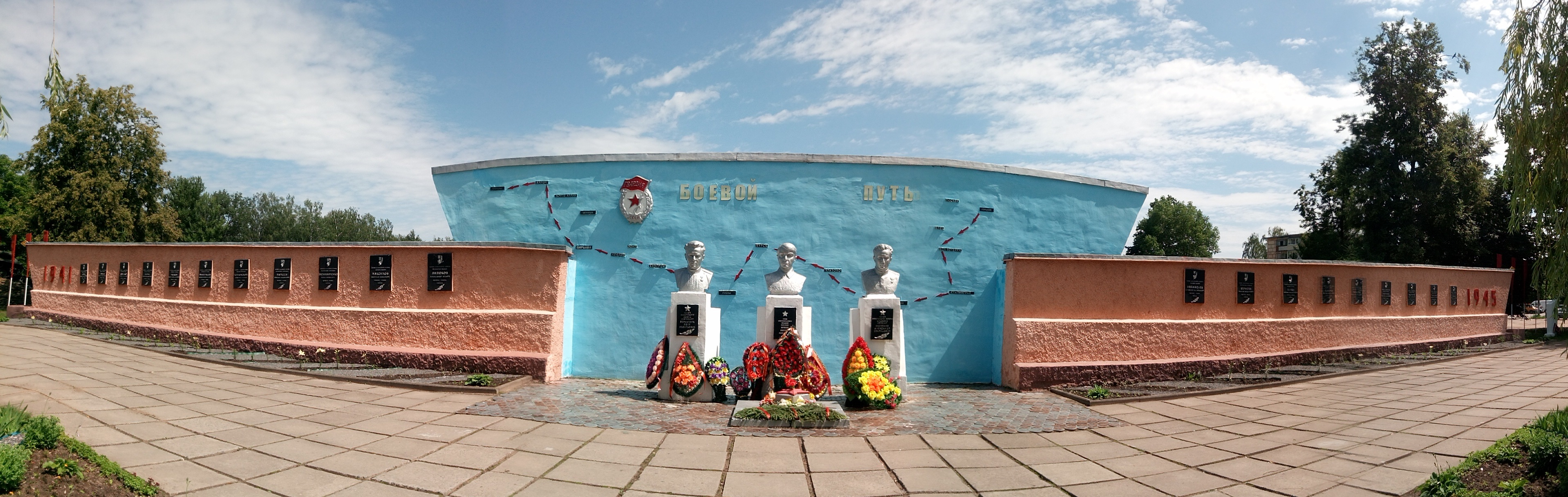
Марьина Горка. Мемориал 8-й танковой дивизии.
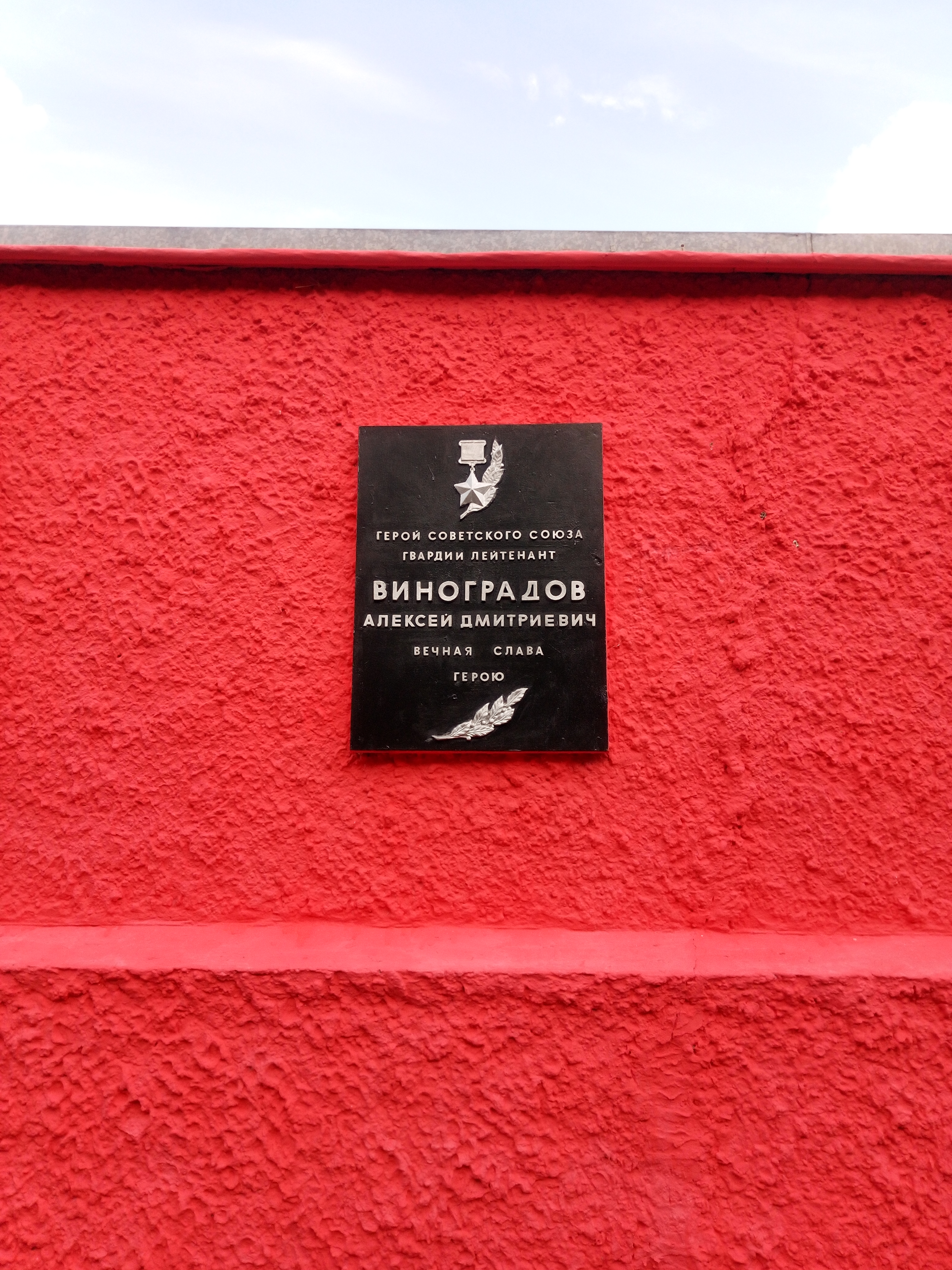
Марьина Горка. Мемориал 8-й танковой дивизии. Памятная доска.